# Liste des sénateurs des États-Unis pour le Wyoming
Cet article dresse la liste des membres du Sénat des États-Unis élus de l'État du Wyoming depuis son admission dans l'Union le 10 juillet 1890.

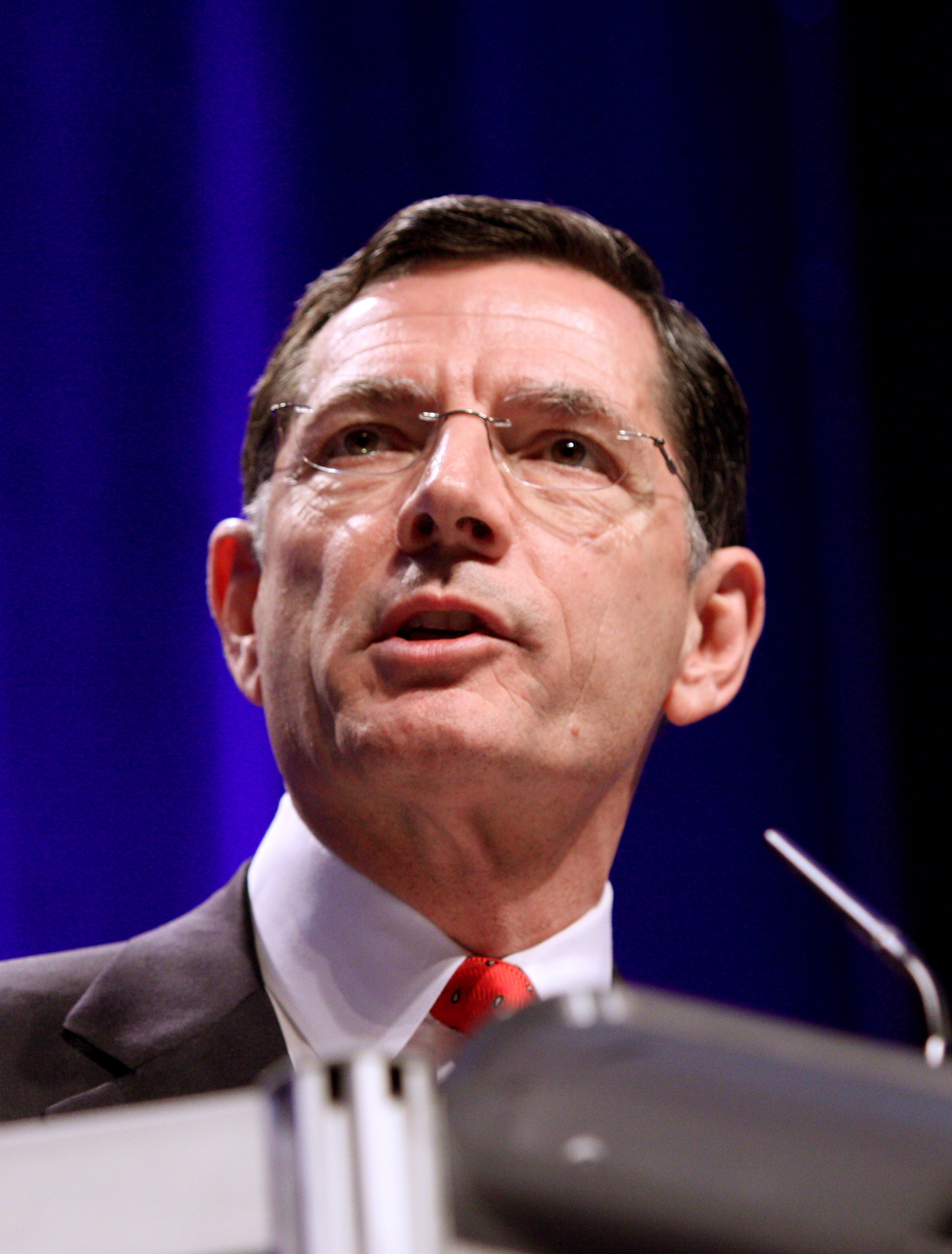
John Barrasso (R), sénateur depuis 2007.
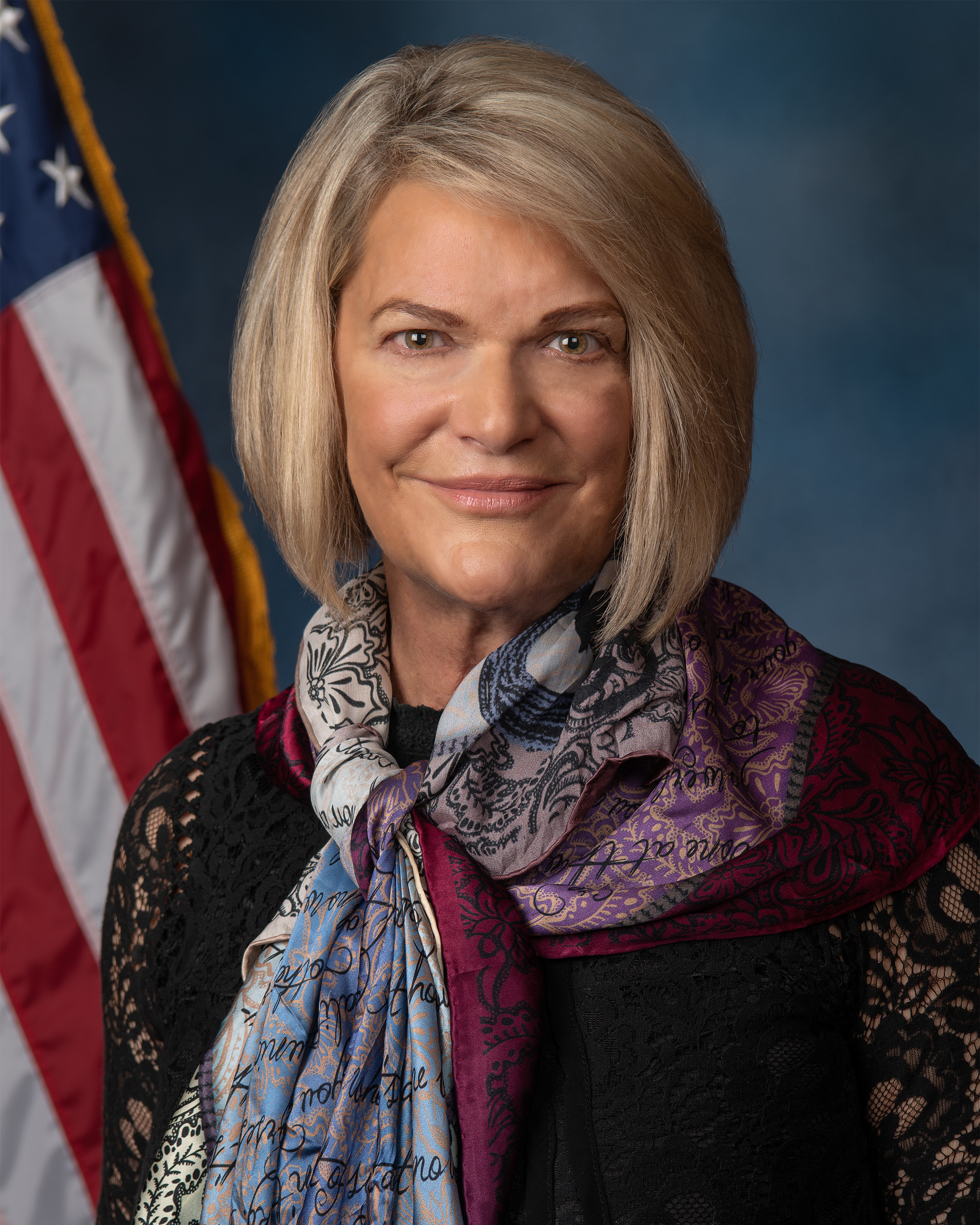
Cynthia Lummis (R), sénatrice depuis 2021.

## Élections
Les deux sénateurs sont élus au suffrage universel direct pour un mandat de six ans. Les prochaines élections auront lieu en novembre 2030 pour le siège de la classe I et en novembre 2026 pour le siège de la classe II.

## Liste des sénateurs

### Sénateurs de classe I
| No. | Sénateur            | Sénateur | Parti       | Début du mandat  | Fin du mandat   | Notes |
| --- | ------------------- | -------- | ----------- | ---------------- | --------------- | --- |
| 1   | Francis E. Warren   |          | Républicain | 18 novembre 1890 | 4 mars 1893     | Gouverneur du territoire du Wyoming (1885-1886, 1889-1890) Gouverneur du Wyoming (1890) Élu au siège de classe II (1885-1929) |
| 2   | Clarence D. Clark   |          | Républicain | 23 janvier 1895  | 4 mars 1917     | Représentant des États-Unis (1890-1893)                                                                                       |
| 3   | John B. Kendrick    |          | Démocrate   | 4 mars 1917      | 3 novembre 1933 | Gouverneur du Wyoming (1915-1917)                                                                                             |
| 4   | Joseph C. O'Mahoney |          | Démocrate   | 1er janvier 1934 | 3 janvier 1953  | Élu au siège de classe II (1954-1961)                                                                                         |
| 5   | Frank A. Barrett    |          | Républicain | 3 janvier 1953   | 3 janvier 1959  | Représentant des États-Unis (1943-1950) Gouverneur du Wyoming (1951-1953)                                                     |
| 6   | Gale W. McGee       |          | Démocrate   | 3 janvier 1959   | 3 janvier 1977  | Ambassadeur à l'Organisation des États américains (1977-1981)                                                                 |
| 7   | Malcolm Wallop (en) |          | Républicain | 3 janvier 1977   | 3 janvier 1995  | |
| 8   | Craig Thomas        |          | Républicain | 3 janvier 1995   | 4 juin 2007     | Représentant des États-Unis (1989-1995)                                                                                       |
| 9   | John Barrasso       |          | Républicain | 25 juin 2007     | En cours        | |

### Sénateurs de classe II
| No. | Sénateur            | Sénateur | Parti       | Début du mandat   | Fin du mandat    | Notes |
| --- | ------------------- | -------- | ----------- | ----------------- | ---------------- | --- |
| 1   | Joseph M. Carey     |          | Républicain | 15 novembre 1890  | 3 mars 1895      | Maire de Cheyenne (1881-1885)                                                                                                |
| 2   | Francis E. Warren   |          | Républicain | 4 mars 1895       | 24 novembre 1929 | Gouverneur du territoire du Wyoming (1885-1886, 1889-1890) Gouverneur du Wyoming (1890) Élu au siège de classe I (1890-1893) |
| 3   | Patrick J. Sullivan |          | Républicain | 5 décembre 1929   | 20 novembre 1930 | |
| 4   | Robert D. Carey     |          | Républicain | 1er décembre 1930 | 3 janvier 1937   | Gouverneur du Wyoming (1919-1923)                                                                                            |
| 5   | Henry H. Schwartz   |          | Démocrate   | 3 janvier 1937    | 3 janvier 1943   | |
| 6   | Edward V. Robertson |          | Républicain | 3 janvier 1943    | 3 janvier 1949   | |
| 7   | Lester C. Hunt      |          | Démocrate   | 3 janvier 1949    | 19 juin 1954     | Gouverneur du Wyoming (1943-1949) Secrétaire d'État du Wyoming (1935-1943)                                                   |
| 8   | Edward D. Crippa    |          | Républicain | 24 juin 1954      | 28 novembre 1954 | |
| 9   | Joseph C. O'Mahoney |          | Démocrate   | 29 novembre 1954  | 3 janvier 1961   | Élu au siège de classe I (1934-1953)                                                                                         |
| 10  | John J. Hickey      |          | Démocrate   | 3 janvier 1961    | 6 novembre 1962  | Gouverneur du Wyoming (1959-1961)                                                                                            |
| 11  | Milward L. Simpson  |          | Républicain | 7 novembre 1962   | 3 janvier 1967   | Gouverneur du Wyoming (1955-1959)                                                                                            |
| 12  | Clifford P. Hansen  |          | Républicain | 3 janvier 1967    | 31 décembre 1978 | Gouverneur du Wyoming (1963-1967)                                                                                            |
| 13  | Alan K. Simpson     |          | Républicain | 1er janvier 1979  | 3 janvier 1997   | Whip du groupe républicain au Sénat (1985-1995)                                                                              |
| 14  | Mike Enzi           |          | Républicain | 3 janvier 1997    | 3 janvier 2021   | |
| 15  | Cynthia Lummis      |          | Républicain | 3 janvier 2021    | En cours         | Trésorière du Wyoming (1999-2007) Représentante des États-Unis (2009-2017)                                                   |